# Leonard Niemirowicz-Szczytt
Leonard Niemirowicz-Szczytt (ur. 27 marca 1900 w Mitawie, zm. wiosną 1940 w Katyniu) – kapitan piechoty Wojska Polskiego, ofiara zbrodni katyńskiej.

## Życiorys
Urodził się 27 marca 1900 w Mitawie, w rodzinie Adama i Salomei z domu Bugień. Wywodził się z linii wierzchowskiej Niemirowiczów-Szczytt herbu Jastrzębiec (potomek posła na Sejm Wielki Marcina Niemirowicza-Szczytta).
Dzieciństwo spędził w Mitawie, a od 1906 w Parnawie. W 1910 roku rozpoczął naukę w Pskowskim Korpusie Kadetów w Pskowie. W 1917 roku ewakuowany wraz z Korpusem do Kazania. W 1918 roku, po ukończeniu Korpusu Kadetów, krótko przebywał w Jekaterinosławiu. W latach 1919–1920 brał udział w wojnie z bolszewikami na froncie kijowskim, w desancie na Kaukaz i działaniach nad Morzem Czarnym. Ewakuowany do Konstantynopola. W 1921 roku przedostał się do Polski.
W 1921 roku ukończył Wielkopolską Szkołę Podchorążych Piechoty w Bydgoszczy. Początkowo służył w 85 pułku Strzelców Wileńskich w Nowej Wilejce. 9 maja 1924 roku został awansowany z dniem 1 kwietnia 1924 roku na porucznika ze starszeństwem z dniem 1 grudnia 1923 roku i 13. lokatą w korpusie oficerów piechoty.
W latach 30. XX wieku pełnił służbę w 60 pułku piechoty wielkopolskiej w Ostrowie Wielkopolskim. 29 kwietnia 1933 roku został awansowany na kapitana ze starszeństwem z dniem 1 stycznia 1933 roku i 112. lokatą w korpusie oficerów piechoty.
W 1939 roku pełnił służbę w batalionie Korpusu Ochrony Pogranicza „Iwieniec” na stanowisku dowódcy kompanii odwodowej.
W czasie kampanii wrześniowej 1939 roku dostał się do niewoli radzieckiej. Przebywał w obozie w Kozielsku. Wiosną 1940 roku został zamordowany przez funkcjonariuszy NKWD w Katyniu i tam pogrzebany. Od 28 lipca 2000 roku spoczywa na Polskim Cmentarzu Wojennym w Katyniu.

## Upamiętnienie
5 października 2007 roku Minister Obrony Narodowej Aleksander Szczygło mianował go pośmiertnie do stopnia majora. Awans został ogłoszony 9 listopada 2007 roku, w Warszawie, w trakcie uroczystości „Katyń Pamiętamy – Uczcijmy Pamięć Bohaterów”.
Rodzinie Leonarda i Elmy został poświęcony 30. odcinek serialu dokumentalnego „Epitafia Katyńskie” z 2010 roku.

## Życie prywatne
Żonaty z Elmą Anną Lackner, z którą miał córkę Izabellę. W kwietniu 1940 roku żona i córka zostały wywiezione do Kazachstanu - córka do domu dziecka, a żona do łagru w Karagandzie. Izabella wróciła do Polski w 1946 roku, a Elma w połowie lat 50. XX wieku.

## Ordery i odznaczenia
- Srebrny Krzyż Zasługi